# Walenty Goślicki
Walenty Goślicki herbu Grzymała (zm. w 1596 roku) – kasztelan sierpecki w latach 1593–1596, podsędek płocki w 1580 roku.
Poseł płocki na konwokację 1587 roku.